# Musaranya fuliginosa
La musaranya fuliginosa (Crocidura fuliginosa) és una espècie de mamífer eulipotifle de la família de les musaranyes (Soricidae) que viu a Cambodja, la Xina, Laos, Malàisia, Myanmar, Tailàndia i el Vietnam.